# Jeffrey Lynch
Jeffrey Lynch es un animador y artista gráfico estadounidense. Ha trabajado como director de animación en Los Simpson y Futurama, y como asistente de dirección en Spider-Man, Spider-Man 2, Spider-Man 3 y El gigante de hierro.

## Información personal
Lynch ha sido la creación de medios de comunicación que van desde el movimiento comercial de televisión para la comunicación corporativa desde hace casi 30 años. Ha trabajado para un gran número de clientes. Después de haber trabajado en la medicina, la educación, la tecnología, la política, la moda, y organizaciones sin fines de lucro, Lynch tiene una amplia gama de experiencia en muchos campos. Lynch ha dirigido actores de alta gama y celebridades como James Earl Jones y Martha Stewart, así como diseñadores de renombre mundial y líderes mundiales. También ha trabajado con hombres y mujeres comunes con el mismo respeto.
En su carrera, Lynch ha trabajado como estratega de marketing, director, fotógrafo y músico.

## Trabajos
Se dice que el estilo de Lynch de trabajo es visualmente elegante.

## Premios
- International Film + TV Festival of New York
- Premios Telly y los Addys[2]

## Clientes
- Bristol-Myers Squibb
- Sanofi-Synthelabo
- Merck and Company
- PinnacleHealth
- Highmark
- Lancaster Regional Medical Center
- DuPont Corporation
- Rohm and Haas
- Armstrong
- WoodMode
- Graco
- Broadband Networks
- Cardinal Technologies
- T. Rowe Price
- Bank of Lancaster County
- Elizabethtown College
- Juniata College
- Orquesta de Filadelfia
- The Lancaster Symphony Orchestra
- The Campaign Group
- The Miss America Organization[2]

## Educación
Lynch recibió su grado de realización de documentales en la Universidad de Temple mientras que también asistió al Seminario de Cine Robert Flaherty. También trabajó para el grupo de Publicidad y Marketing Services en Armstrong. Armstrong es un fabricante mobiliario interior de Lancaster, Pensilvania.

## Créditos como director

### Episodios deLos Simpson
Se le atribuye haber dirigido los siguientes episodios:
| Año  | Título original                                                                     | Título en Hispanoamérica            | Título en España                                                                     | Temporada | Episodio | Ref    |
| ---- | ----------------------------------------------------------------------------------- | ----------------------------------- | ------------------------------------------------------------------------------------ | --------- | -------- | ------ |
| 1991 | Like Father, Like Clown                                                             | De tal padre, tal payaso            | De tal palo, tal payaso                                                              | 3         | 6        | [ 3 ]  |
| 1991 | I Married Marge                                                                     | Me casé con Marge                   | Me casé con Marge                                                                    | 3         | 12       | [ 4 ]  |
| 1992 | Separate Vocations                                                                  | Vocaciones distintas                | Vocaciones separadas                                                                 | 3         | 18       | [ 5 ]  |
| 1992 | Marge Gets a Job                                                                    | Marge consigue empleo               | Marge consigue un empleo                                                             | 4         | 7        | [ 6 ]  |
| 1993 | Brother from the Same Planet                                                        | Hermano mayor, hermano menor        | Hermano del mismo planeta                                                            | 4         | 14       | [ 7 ]  |
| 1993 | Whacking Day                                                                        | El día del garrote                  | El día del apaleamiento                                                              | 4         | 20       | [ 8 ]  |
| 1993 | Boy-Scoutz N the Hood                                                               | Exploradores a fuerza               | Explorador de incógnito                                                              | 5         | 8        | [ 9 ]  |
| 1994 | Lisa vs. Malibu Stacy                                                               | Lisa contra la Baby Malibú          | Lisa contra Stacy Malibú                                                             | 5         | 14       | [ 10 ] |
| 1994 | The Boy Who Knew Too Much                                                           | El niño que sabía demasiado         | El niño que sabía demasiado                                                          | 5         | 20       | [ 11 ] |
| 1994 | Homer Badman                                                                        | Homero el malo                      | Homer, hombre malo                                                                   | 6         | 9        | [ 12 ] |
| 1995 | Who Shot Mr. Burns?                                                                 | ¿Quién mató al Sr. Burns? (Parte 1) | Quién disparó al Sr. Burns? (primera parte)                                          | 6         | 25       | [ 10 ] |
| 1996 | Raging Abe Simpson and His Grumbling Grandson in "The Curse of the Flying Hellfish" | Mi héroe, el abuelo                 | El furioso Abe Simpson y su descentrado descendiente en la maldición del pez volador | 7         | 22       | [ 13 ] |

### Episodios deFuturama
Se le atribuye haber dirigido los siguientes episodios:
- «Mis tres soles»
- «Brannigan, Begin Again»